# Omul-Păianjen: Prin lumea păianjenului
Omul-Păianjen: Prin lumea păianjenului (în engleză Spider-Man: Across the Spider-Verse) este un film de animație american cu supereroi din 2023, cu personajul Marvel Comics Miles Morales / Spider-Man ca protagonist, produs de Columbia Pictures și Sony Pictures Animation în asociere cu Marvel Entertainment și distribuit de Sony Pictures Releasing. Continuarea Omul-Păianjen: În lumea păianjenului (2018), este amplasat într-un multivers comun de universuri alternative numit "Lumea păianjenului". Filmul este regizat de Joaquim Dos Santos, Kemp Powers și Justin K. Thompson dintr-un scenariu de Phil Lord, Christopher Miller, care sunt și producători, și David Callaham. Shameik Moore care îi dă vocea lui Miles, jucând alături de Hailee Steinfeld, Brian Tyree Henry, Lauren Vélez, Jake Johnson, Jason Schwartzman, Issa Rae, Karan Soni, Shea Whigham, Greta Lee, Daniel Kaluuya, Mahershala Ali și Oscar Isaac. În film, Miles pleacă într-o aventură cu Gwen Stacy / Femeia-Păianjen prin multivers, unde întâlnește o echipă de Oameni Păianjen cunoscută sub numele de Societatea Păianjen, condusă de Miguel O'Hara / Omul-Păianjen 2099, dar intră în conflict cu ei pentru gestionarea unei noi amenințări sub forma lui Spot.
A treia și ultima intrare a trilogiei, Spider-Man: Beyond the Spider-Verse, este programată pentru lansare pe 25 iunie 2027, iar un film spin-off intitulat Spider-Woman este în dezvoltare.